# Équipe de Belgique de football en 1978
Maillots
Chronologie
Saison précédente Saison suivante
L'équipe de Belgique de football dispute en 1978 trois rencontres amicales et débute les éliminatoires du Championnat d'Europe 1980 en Italie.

## Objectifs
L'absence des Belges au Mundial 1978 leur permet de se focaliser sur les éliminatoires du Championnat d'Europe et l'objectif de l'année est de bien préparer ceux-ci afin d'assurer un bon démarrage pour mettre toutes les chances de leur côté en vue d'une qualification éventuelle pour leur 2e tournoi européen.

## Bilan de l'année
Les résultats sont très mitigés avec une seule victoire en cinq parties disputées. Un partage un peu stupide à domicile face à la Norvège (1-1), sur papier l'adversaire le plus abordable dans la course à l'Euro 1980, suivi d'un second à peine plus encourageant au Portugal (1-1), face cette fois à l'un de leurs adversaires directs, laissent entrevoir un parcours qualificatif difficile pour les Belges.

### Championnat d'Europe 1980

#### Éliminatoires (Groupe 2)
| Rang | Équipe   | Pts | J | G | N | P | Bp | Bc | Diff |  | Résultats (▼ dom., ► ext.) |     |     |     |     |     |
| ---- | -------- | --- | - | - | - | - | -- | -- | ---- |  | -------------------------- | --- | --- | --- | --- | --- |
| 1    | Autriche | 4   | 3 | 2 | 0 | 1 | 6  | 4  | +2   |  | Autriche                   |     | -   | 1-2 | 3-2 | -   |
| 2    | Portugal | 3   | 2 | 1 | 1 | 0 | 3  | 2  | +1   |  | Portugal                   | 1-1 |     | -   | -   | -   |
| 3    | Belgique | 2   | 2 | 0 | 2 | 0 | 2  | 2  | 0    |  | Belgique                   | -   | -   |     | -   | 1-1 |
| 4    | Écosse   | 2   | 3 | 1 | 0 | 2 | 6  | 7  | -1   |  | Écosse                     | -   | -   | -   |     | 3-2 |
| 5    | Norvège  | 1   | 3 | 0 | 1 | 2 | 3  | 6  | -3   |  | Norvège                    | -   | 0-2 | -   | -   |     |

- Sélection qualifiée pour l'Euro 1980

## Les matchs
| Match amical                                                  | Belgique               | 1 - 0   | Autriche | Stade du Mambourg Charleroi, Belgique      |                                            |
| 22 mars 1978 · 19:30 heure locale · Historique des rencontres | Geurts 42e             | (1 – 0) |          | Spectateurs : 3 034 Arbitrage : Jan Keizer | Spectateurs : 3 034 Arbitrage : Jan Keizer |
| 22 mars 1978 · 19:30 heure locale · Historique des rencontres | Rapport (RBFA) Rapport |         |          | Spectateurs : 3 034 Arbitrage : Jan Keizer | Spectateurs : 3 034 Arbitrage : Jan Keizer |

| Match amical                                                   | Allemagne de l'Est     | 0 - 0   | Belgique | Ernst-Grube-Stadion Magdebourg, Allemagne de l'Est  |                                                     |
| 19 avril 1978 · 17:00 heure locale · Historique des rencontres |                        | (0 – 0) |          | Spectateurs : 20 000 Arbitrage : John Homewood (en) | Spectateurs : 20 000 Arbitrage : John Homewood (en) |
| 19 avril 1978 · 17:00 heure locale · Historique des rencontres | Rapport (RBFA) Rapport |         |          | Spectateurs : 20 000 Arbitrage : John Homewood (en) | Spectateurs : 20 000 Arbitrage : John Homewood (en) |

| Championnat d'Europe 1980 Éliminatoires - Groupe 2                 | Belgique               | 1 - 1   | Norvège        | Stade Daknam Lokeren, Belgique               |                                              |
| 20 septembre 1978 · 20:00 heure locale · Historique des rencontres | Cools 65e              | (0 – 1) | Økland (en) 8e | Spectateurs : 5 272 Arbitrage : Marijan Raus | Spectateurs : 5 272 Arbitrage : Marijan Raus |
| 20 septembre 1978 · 20:00 heure locale · Historique des rencontres | Rapport (RBFA) Rapport |         |                | Spectateurs : 5 272 Arbitrage : Marijan Raus | Spectateurs : 5 272 Arbitrage : Marijan Raus |

| Championnat d'Europe 1980 Éliminatoires - Groupe 2                 | Portugal               | 1 - 1   | Belgique        | Estádio José Alvalade Lisbonne, Portugal         |                                                  |
| 20 septembre 1978 · 21:30 heure locale · Historique des rencontres | Gomes 31e              | (1 – 1) | Vercauteren 37e | Spectateurs : 20 000 Arbitrage : Georges Konrath | Spectateurs : 20 000 Arbitrage : Georges Konrath |
| 20 septembre 1978 · 21:30 heure locale · Historique des rencontres | Rapport (RBFA) Rapport |         |                 | Spectateurs : 20 000 Arbitrage : Georges Konrath | Spectateurs : 20 000 Arbitrage : Georges Konrath |

| Match amical                                                      | Israël                 | 1 - 0   | Belgique | Stade Bloomfield Tel Aviv, Israël                   |                                                     |
| 15 novembre 1978 · 18:00 heure locale · Historique des rencontres | Peretz 57e             | (0 – 0) |          | Spectateurs : 12 000 Arbitrage : Dimitris Sarakinos | Spectateurs : 12 000 Arbitrage : Dimitris Sarakinos |
| 15 novembre 1978 · 18:00 heure locale · Historique des rencontres | Rapport (RBFA) Rapport |         |          | Spectateurs : 12 000 Arbitrage : Dimitris Sarakinos | Spectateurs : 12 000 Arbitrage : Dimitris Sarakinos |

## Les joueurs
| Joueurs               | Joueurs           | Amical | Amical | QCE 1980 | QCE 1980 | Amical |
| --------------------- | ----------------- | ------ | ------ | -------- | -------- | ------ |
| Gardiens de but       |                   |        |        |          |          |        |
| Jean-Marie Pfaff      | SK Beveren        | 90     | 90     | 90       | 90       | 90     |
| Theo Custers          | Royal Antwerp FC  | r      |        | r        | r        | r      |
| Michel Preud'homme    | Standard de Liège |        | r      |          |          |        |
| Défenseurs            |                   |        |        |          |          |        |
| Michel Renquin        | Standard de Liège | 90     | 90     |          | 90       | 90     |
| Walter Meeuws         | K Beerschot VAV   | 90     | 90     | 90       | 90       | 90     |
| Hugo Broos            | RSC Anderlechtois | 90     | 90     |          | 90       | 90 90e |
| Marc Baecke           | SK Beveren        | 90     | r      | r        | r        | 88e    |
| Georges Leekens       | Club Bruges KV    | r      |        | 90       |          |        |
| Eric Gerets           | Standard de Liège |        | 90     | 46e      | 90       | 90     |
| Milieux               |                   |        |        |          |          |        |
| Julien Cools          | Club Bruges KV    | 90     | 90     | 90       | 90       | 90     |
| François Van Der Elst | RSC Anderlechtois | 90     | 90     | 46e      | 67e      | 57e    |
| Ludo Coeck            | RSC Anderlechtois | 46e    | 90     | 90       | 90       | 71e    |
| Franky Vercauteren    | RSC Anderlechtois | 46e    |        | r        | 90       | 57e    |
| René Verheyen         | KSC Lokeren       | 46e    | 90     | 90       | r        |        |
| René Vandereycken     | Club Bruges KV    | 46e    |        | 90       | 90       | 90     |
| Albert Cluytens       | SK Beveren        | 79e    | r      |          |          |        |
| Paul Courant          | Club Bruges KV    |        |        | 60e      |          |        |
| Attaquants            |                   |        |        |          |          |        |
| Willy Geurts          | Royal Antwerp FC  | 90 ,   | 90     | 60e      |          |        |
| Guy Dardenne          | RAAL La Louvière  | 79e    | 90     |          | 67e      | 90     |
| Hubert Cordiez        | RWD Molenbeek     |        | r      |          |          |        |
| Roger Van Gool        | 1. FC Cologne     |        |        | 90       |          |        |
| Eddy Voordeckers      | KFC Diest         |        |        | 90       | 60e      | 71e    |
| Jan Ceulemans         | Club Bruges KV    |        |        |          | 60e      | 88e    |

Un « r » indique un joueur qui était parmi les remplaçants mais qui n'est pas monté au jeu.
1. 1 2 3  Dernière sélection officielle pour le joueur.
2. 1 2 3  Premier but officiel pour le joueur.
3. 1 2  Première sélection officielle pour le joueur.

## Aspects socio-économiques

### Couverture médiatique
| Jour de diffusion | Match                         | Compétition          | Diffuseur francophone | Diffuseur néerlandophone |
| ----------------- | ----------------------------- | -------------------- | --------------------- | ------------------------ |
| 22 mars 1978      | Belgique - Autriche           | Amical               | non diffusé           | non diffusé              |
| 19 avril 1978     | Allemagne de l'Est - Belgique | Amical               | non diffusé           | BRT                      |
| 20 septembre 1978 | Belgique - Norvège            | Championnat d'Europe | non diffusé           | non diffusé              |
| 11 octobre 1978   | Portugal - Belgique           | Championnat d'Europe | non diffusé           | non diffusé              |
| 15 novembre 1978  | Israël - Belgique             | Amical               | non diffusé           | non diffusé              |

Source : Programme TV dans Gazet van Antwerpen.

## Sources

### Archives
1. ↑  (nl) « Concentra online archief », sur krantenarchief.concentra.be, Mediahuis.